# Виннипег
Ви́ннипег (англ. Winnipeg) — город в Канаде, главный город провинции Манитоба, при впадении реки Ассинибойн в реку Ред-Ривер; коммерческий и транспортный центр Канадского Среднего Запада.

## История
Название города происходит от названия одноимённого озера, расположенного на 65 км (40 миль) севернее города и которое на языке индейцев кри называется «Win nipee», что можно перевести как «грязная вода». Задолго до прибытия белых территория, расположенная на пересечении водных путей, играла важную роль в торговле и войнах между индейскими племенами.
Первыми белыми, достигшими района сегодняшнего Виннипега, были французы под командованием офицера из Новой Франции Пьера де Варена. В 1738 году они основали здесь укреплённый торговый пост Fort Rouge. После аннексии Новой Франции Британской империей район перешёл под контроль англичан и стал собственностью Компании Гудзонова залива. В 1812 году сюда прибыла группа шотландских поселенцев, основавших первое настоящее белое поселение — колонию Ред-Ривер. Соперничество Компании Гудзонова залива и Северо-Западной компании в июне 1816 года вылилось в Битву у Семи дубов (Battle of Seven Oaks), после которой в дело вмешалось правительство Канады.
В 1869—1870 годах Виннипег стал центром Восстания на Ред-Ривере под предводительством Луи Риэля. Хотя восстание и было подавлено, оно послужило толчком к вхождению Манитобы в состав Канадской конфедерации (5-я по счёту провинция). В 1873 году Виннипегу был официально присвоен статус города.
Благодаря удачному расположению, а также постоянному притоку людей уже в 1872 году здесь насчитывалось 1860 жителей. В 1885 году через Виннипег была проложена линия Canadian Pacific Railway и 28 июня 1886 года в город пришёл первый состав из Монреаля. Появление железной дороги дало новый толчок развитию города. В мае 1919 года в городе состоялась крупнейшая в истории Канады Виннипегская всеобщая забастовка, силой подавленная властями. В 1920 году Виннипег являлся четвёртым по численности жителей городом Канады после Монреаля, Торонто и Ванкувера.
С началом Великой депрессии город вступил в полосу упадка, продолжавшуюся (с перерывом на Вторую мировую войну, когда военные заказы вдохнули жизнь в его заводы) вплоть до конца 1980-х.
19 февраля 1942 года в городе Виннипег прошло мероприятие «If Day», которое имитировало вторжение войск нацистской Германии и оккупацию ими этой территории. «If Day» включал постановочное сражение между канадскими войсками и добровольцами, одетыми в форму германских солдат, интернирование «нацистами» известных городских политиков, установление в городе «нацистского режима» и военный парад. Мероприятие было посвящено сбору средств для войны.
В 1972 году было принято решение об объединении 13 городов и посёлков в единый город, что привело к тому, что на данный момент большой Виннипег занимает площадь в 465 км², насчитывает более 663 617 жителей (по данным на 2011 год) и является шестым по объёму ВВП городом Канады.

## География и климат
Город расположен в 100 км (60 миль) к северу от границы между Канадой и США, почти на полпути между Атлантическим и Тихим океанами на высоте 238 метров над уровнем моря. Виннипег лежит на восточной границе Канадских Прерий, в долине реки Ред-Ривер, бывшей некогда дном постледникового озера Агассис. Местность подвержена наводнениям (так, сильнейшее наводнение произошло в 1950 году).
Климат резко континентальный, с суровой зимой и сравнительно тёплым летом. Среднегодовая температура воздуха составляет +2,4 °С, среднемесячная января −18,3 °С, апреля +3,8 °С, июля +19,8 °С, октября +5,7 °С. Среднегодовое количество осадков 505 мм, большая часть из них выпадает летом.
| Показатель                                                     | Янв.  | Фев.  | Март  | Апр.  | Май   | Июнь | Июль | Авг. | Сен. | Окт.  | Нояб. | Дек.  | Год   |
| -------------------------------------------------------------- | ----- | ----- | ----- | ----- | ----- | ---- | ---- | ---- | ---- | ----- | ----- | ----- | ----- |
| Абсолютный максимум, °C                                        | 7,8   | 11,7  | 23,3  | 34,3  | 37,0  | 37,8 | 37,8 | 40,6 | 38,8 | 30,5  | 23,9  | 11,7  | 40,6  |
| Средний суточный максимум, °C                                  | −13,2 | −9,7  | −1,8  | 9,8   | 18,6  | 23,4 | 26,1 | 24,9 | 18,6 | 11,3  | −0,4  | −9,9  | 8,1   |
| Средняя температура, °C                                        | −18,3 | −15,1 | −7    | 3,8   | 11,6  | 16,9 | 19,8 | 18,3 | 12,4 | 5,7   | −4,7  | −14,6 | 2,4   |
| Средний суточный минимум, °C                                   | −23,6 | −20,6 | −12,4 | −2,3  | 4,5   | 10,4 | 13,4 | 11,7 | 6,1  | 0,1   | −9,2  | −19,4 | −3,4  |
| Абсолютный минимум, °C                                         | −42,2 | −45   | −37,8 | −26,3 | −11,1 | −3,3 | 1,1  | 0,6  | −7,2 | −17,2 | −34   | −37,8 | −45   |
| Норма осадков, мм                                              | 19,3  | 14,8  | 23,1  | 35,9  | 59,8  | 83,8 | 72   | 75,3 | 51,3 | 29,5  | 21,2  | 18,6  | 504,6 |
| Источник: World Climate Канадский департамент окружающей среды |       |       |       |       |       |      |      |      |      |       |       |       |       |

| Показатель                    | Янв.  | Фев.  | Март | Апр. | Май  | Июнь | Июль | Авг. | Сен. | Окт. | Нояб. | Дек.  | Год   |
| ----------------------------- | ----- | ----- | ---- | ---- | ---- | ---- | ---- | ---- | ---- | ---- | ----- | ----- | ----- |
| Средний суточный максимум, °C | −12,2 | −9,7  | −0,7 | 9,0  | 17,7 | 22,9 | 25,7 | 25,4 | 19,8 | 10,2 | 0,3   | −10,1 | 8,2   |
| Средняя температура, °C       | −15,6 | −13,5 | −4,8 | 3,7  | 11,8 | 17,4 | 19,8 | 19,2 | 14,3 | 6,1  | −2,4  | −12,7 | 3,6   |
| Средний суточный минимум, °C  | −18,9 | −17,5 | −9,1 | −1,6 | 6,0  | 11,9 | 14,0 | 13,0 | 8,8  | 2,0  | −6,3  | −15,3 | −1,1  |
| Норма осадков, мм             | 21    | 15,1  | 40,0 | 38,7 | 86,5 | 62,7 | 60,7 | 62,7 | 45,4 | 32,8 | 25,4  | 12,4  | 503,4 |
| Источник: pogodaonline.ru     |       |       |      |      |      |      |      |      |      |      |       |       |       |

## Население
По данным переписи населения 2021 года в Виннипеге проживало 749 607 человек (рост на 6,3 % по сравнению с 2016 годом), в агломерации — 834 678 человек. Город Виннипег является 1-м по населению в провинции и 6-м в стране, а городская агломерация Виннипега занимает 8-е место по населению в Канаде.
В Виннипеге имеется крупная украинская диаспора, 15,4 % горожан — украинского происхождения, при этом 3,1 % говорят дома на украинском.
Уровень преступности в городе довольно высок, в 2010 году Виннипег занимал 3-е место в Канаде по числу преступлений на душу населения.

## Экономика
Виннипег является крупнейшим центром выращивания зерновых культур на североамериканском континенте, финансовым, коммерческим и производственным центром Канадского Среднего Запада.
Среди предприятий города — главная фабрика Королевского Канадского Монетного двора (Royal Canadian Mint), которая чеканит почти все канадские монеты (другая фабрика, в Оттаве, выпускает только монеты в коллекционном исполнении), а также монеты для нескольких десятков зарубежных стран.
Благодаря статусу столицы провинции Манитоба, крупнейшим работодателем города является государство (в лице органов власти различных уровней, а также принадлежащих им образовательных и медицинских учреждений).
Имеется ряд парков (Assiniboine Park с зоопарком, Kildonan Park с коллекцией красивых деревьев).

## Транспорт
Город обслуживается международным аэропортом им. Джеймса Ричардсона (IATA: YWG, ICAO: CYWG) с ежегодным пассажирооборотом 4,4 млн человек (2018). Регулярные рейсы выполняются во все основные города Канады, а также в Чикаго, Денвер, Миннеаполис, Лас-Вегас, Орландо, Тампу и Финикс. Сезонно выполняются рейсы на курорты Мексики и Карибского моря.
Виннипег является важным железнодорожным узлом, через него идут поезда, связывающие восточное и западное побережья Канады.
Город также является крупнейшим перекрёстком автомобильных дорог в Канаде западнее Великих озёр, в нём пересекаются Трансканадское шоссе, Йеллоухедское шоссе и шоссе Manitoba Highway 75.
Общественный транспорт представлен 94 автобусными маршрутами под управлением организации Winnipeg Transit.

## Культура
В 1912 году под эгидой Бюро развития и промышленности провинции Манитоба был основан Виннипегский музей изящных искусств, при котором до 1950 году действовала художественная школа. В 1963 году Законодательным собранием Манитобы музей был официально зарегистрирован в качестве Художественной галереи Виннипега, находившейся в ведении Ассоциации художественных галерей Манитобы.
В сентябре 1971 года музей переехал в новое специально построенное здание, построенное по проекту Густаво да Роза. В 2018 году при музее началось строительство здания Центра искусства инуитов, спроектированного Майклом Мальтзаном.
В 1971 году старое здание галереи на Вон-Стрит было перестроено для размещения в нём Архивов Манитобы, куда в 1974 году перемещён был из Лондона архив Компании Гудзонова залива.

## Достопримечательности
- Памятник Героям Первой мировой войны работы исландского скульптора Эйнара Йоунссона.
- Памятник Винни-Пуху, получившего имя в честь медведицы Виннипег, попавшей в лондонский зоопарк из Канады.
- Памятники волкам[5] на деньги спонсоров. Включая[6] памятник Амароку.
- Манитобский детский музей

## Спорт

### Хоккей с шайбой
На рубеже XIX—XX веков в городе существовала любительская команда «Виннипег Викториас», выигравшая три Кубка Стэнли (1896, 1901, 1902) и два Кубка Аллана (1911, 1912). В 1972—1996 гг. в городе существовал клуб «Виннипег Джетс», выступавший в ВХА (1972—1979) и НХЛ (1979—1996). В ВХА «Джетс» выиграли три Трофея Авко (1976, 1978, 1979). С 1996 по 2011 годы в городе существовал клуб «Манитоба Мус», в 1996—2001 гг. он выступал в ИХЛ, с 2001 по 2011 г., в АХЛ. В 1955—2006 гг. существовала «Виннипег Арена», где выступали «Джетс» (всю свою историю) и «Мус» (до 2004 года). В 2004 году был открыт стадион «MTS Centre», ставший новой ареной «Мус». В мае 2011 года было объявлено, что клуб НХЛ «Атланта Трэшерз» продан новым владельцам и с сезона 2011/12 будет играть в Виннипеге. «Мус» переезжает в Сент-Джонс, тем самым освободив «МТС Центр» для новой команды НХЛ, которая также получила название Виннипег Джетс.

### Канадский футбол
В Канадской футбольной лиге выступает местная команда «Виннипег Блу Бомберс», существующая с 1930 года, 10-кратный обладатель Кубка Грея (1935, 1939, 1941, 1958, 1959, 1961, 1962, 1984, 1988, 1990). В 1935—1952 гг. домашней ареной «Блу Бомберс» являлся «Osborne Stadium», в 1953—2013 — «Canad Inns Stadium» (снесён в начале 2013), а с 2013 — новая арена «Investors Group Field».

## Города-побратимы
- Сэтагая (яп. 世田谷区), Токио, Япония (5 октября 1970)[9]
- Рейкьявик (исл. Reykjavík), Исландия (7 сентября 1971)[10]
- Миннеаполис (англ. Minneapolis), Миннесота, США (31 января 1973)[10]
- Манила (англ. Manila), Филиппины (декабрь 1979)[11]
- Тайчжун (кит. 臺中市), Тайвань (2 апреля 1982)[12]
- Куопио (фин. Kuopio), Финляндия (11 июня 1982)[13]
- Беэр-Шева (ивр. בְּאֵר שֶׁבַע‎, араб. بئر السبع‎), Израиль (15 мая 1984)
- Чэнду (кит. упр. 成都, пиньинь Chéngdū), Китай (24 февраля 1988)
- Чинджу (кор. 진주시, 晉州市), Южная Корея (1 апреля 1992)
- Сан-Николас-де-лос-Гарса (исп. San Nicolás de los Garza), Мексика (23 июля 1999)